# Štefan Rais
Štefan Rais (8. srpna 1909 Gápel – 25. dubna 1975 Bratislava) byl slovenský a československý novinář a politik KSČ, v poúnorovém období ministr spravedlnosti.

## Biografie
Vystudoval Právnickou fakultu Univerzity Karlovy. Členem KSČ se stal roku 1933. Za druhé světové války žil v exilu v Sovětském svazu a angažoval se jako redaktor rozhlasového vysílání a Československých listů. Byl aktivní v aparátu Kominterny. Po válce se vrátil do Československa. V období let 1945–1948 byl šéfredaktorem pražské redakce slovenského listu Pravda. Byl autorem propagandistických publikací. Do roku 1950 byl přednostou vnitropolitického odboru Kanceláře prezidenta republiky.
V dubnu 1950 se stal ministrem spravedlnosti v československé vládě Antonína Zápotockého. V této funkci doporučil prezidentu Gottwaldovi neudělit milost Miladě Horákové. Na postu setrval do září 1953. V květnu 1953 zasedl ve zvláštní komisi ÚV KSS, která posuzovala vrcholící proces s buržoazními nacionalisty.
Po odchodu z vlády pracoval v Československé tiskové kanceláři. V letech 1946–1966 se uvádí jako účastník zasedání Ústředního výboru Komunistické strany Slovenska.